# Malafretaz
Malafretaz település Franciaországban, Ain megyében. Lakosainak száma 1235 fő (2022. január 1.). Malafretaz Foissiat, Jayat, Montrevel-en-Bresse, Saint-Martin-le-Châtel és Bresse Vallons községekkel határos.

## Népesség
A település népességének változása:
| Lakosok száma | 526  | 530  | 624  | 840  | 1134 | 1169 | 1216 | 1235 | 1226 | 1235 |
|               | 1968 | 1982 | 1990 | 2006 | 2013 | 2015 | 2017 | 2019 | 2020 | 2022 |